# Loiwein
Loiwein ist eine Ortschaft und eine Katastralgemeinde in der Gemeinde Lichtenau im Waldviertel in Niederösterreich. Die Ortschaft hat 268 Einwohner (Stand 1. Jänner 2024). Bis 1967 war Loiwein eine eigenständige Gemeinde.

## Geografie
Der zwischen Etschabach und Taublitzbach liegende Ort ist nach Süden exponiert und von der Landesstraße L37 erschlossen.

## Geschichte

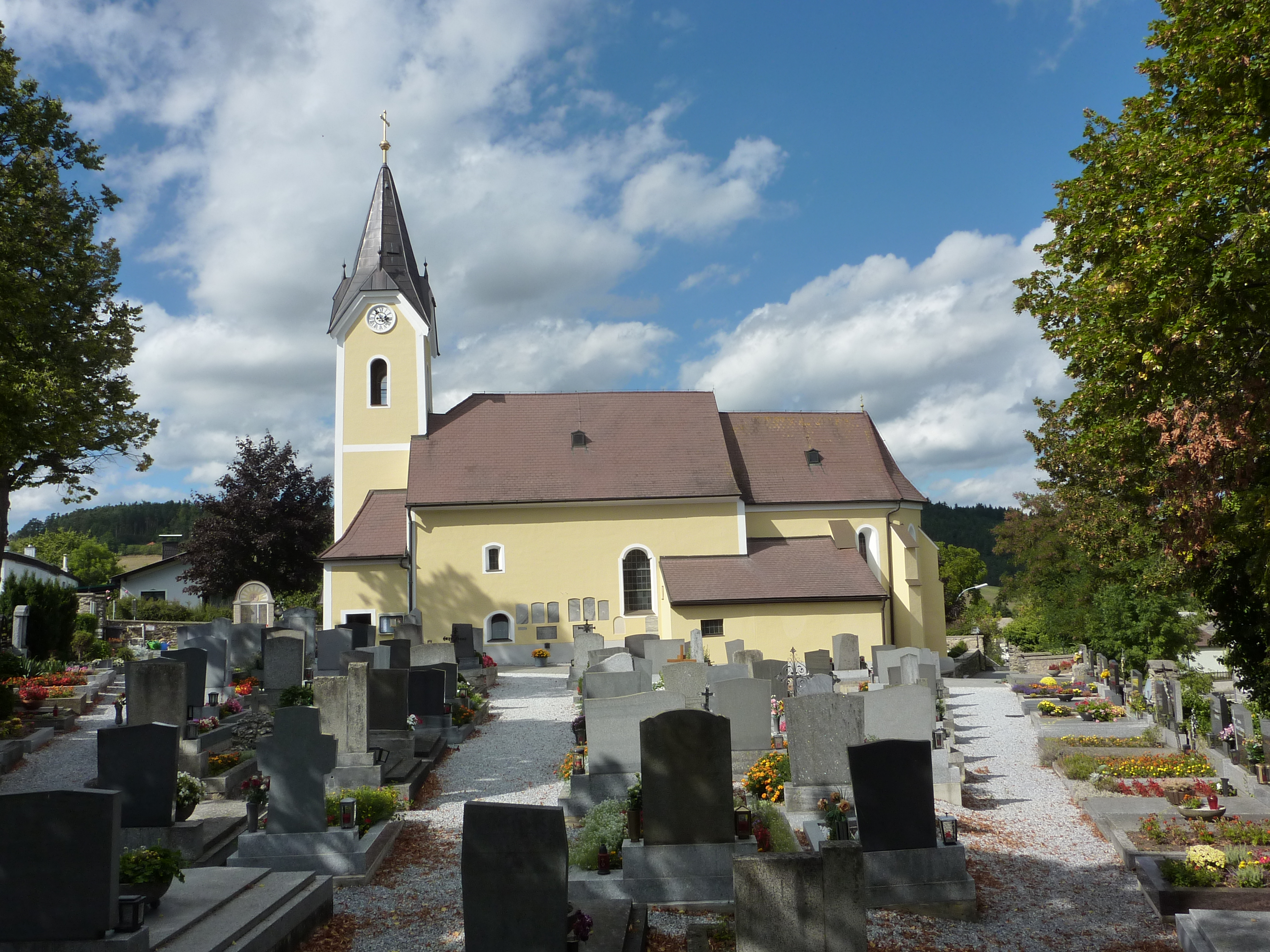
Pfarrkirche Loiwein

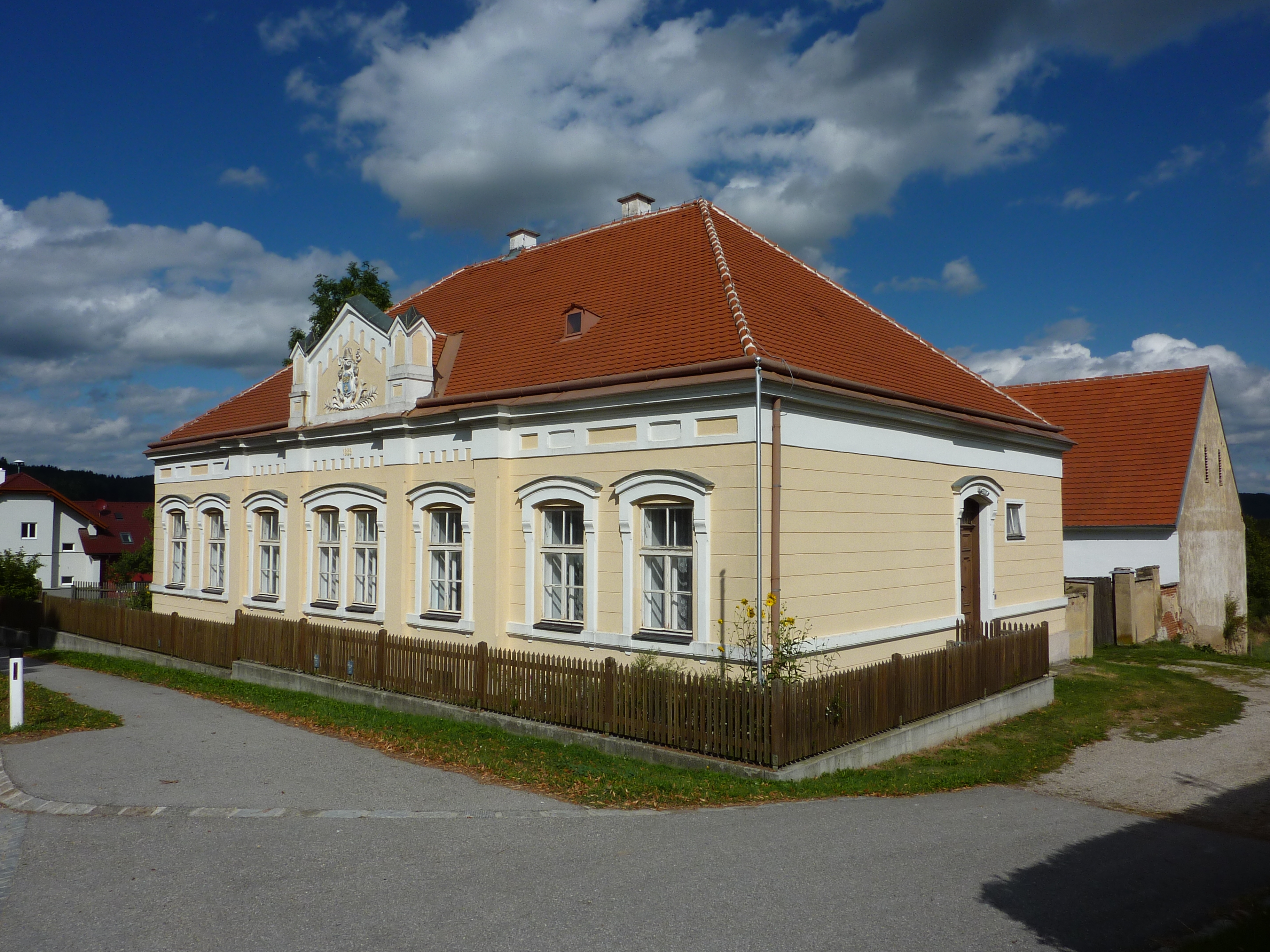
Pfarrhof

Rund einen Kilometer von Loiwein befindet sich beim Wanderweg nach Obermeisling die Steinformation „Heidnischen Opferstätte“, ein Naturdenkmal mit kreisrunden Einschnitten. Es wird angenommen, dass diese in vorchristlicher Zeit für kultische Zwecke von Menschenhand ausgeformt wurden.
1760 ließ Graf Heberstein im Gebiet zwischen Lichtenau und Loiwein nach Silber graben.
Pfarrlich war Loiwein eine Filiale von Meisling und wurde 1783 zur selbständigen Pfarre.
Laut Adressbuch von Österreich waren im Jahr 1938 in der Marktgemeinde Loiwein ein Bäcker, ein Binder, ein Färber, zwei Gastwirte, zwei Gemischtwarenhändler, ein Fotograf, ein Schmied, zwei Schneider, ein Schuster, eine Sparkasse, ein Tischler, ein Uhrmacher, ein Viktualienhändler und einige Landwirte ansässig. Außerdem gab es ein Elektrizitätswerk.
Mit 1. Jänner 1968 wurden im Zuge der Niederösterreichischen Kommunalstrukturverbesserung die bis dahin selbständigen Gemeinden Allentsgschwendt, Ladings, Lichtenau und Taubitz nach Loiwein eingemeindet. Mit 10. September 1968 wurde Loiwein dann in Lichtenau im Waldviertel umbenannt.
1974 wurde das Gebäude der ehemaligen Volksschule in Loiwein zum Kindergarten umgebaut.

## Kultur und Sehenswürdigkeiten

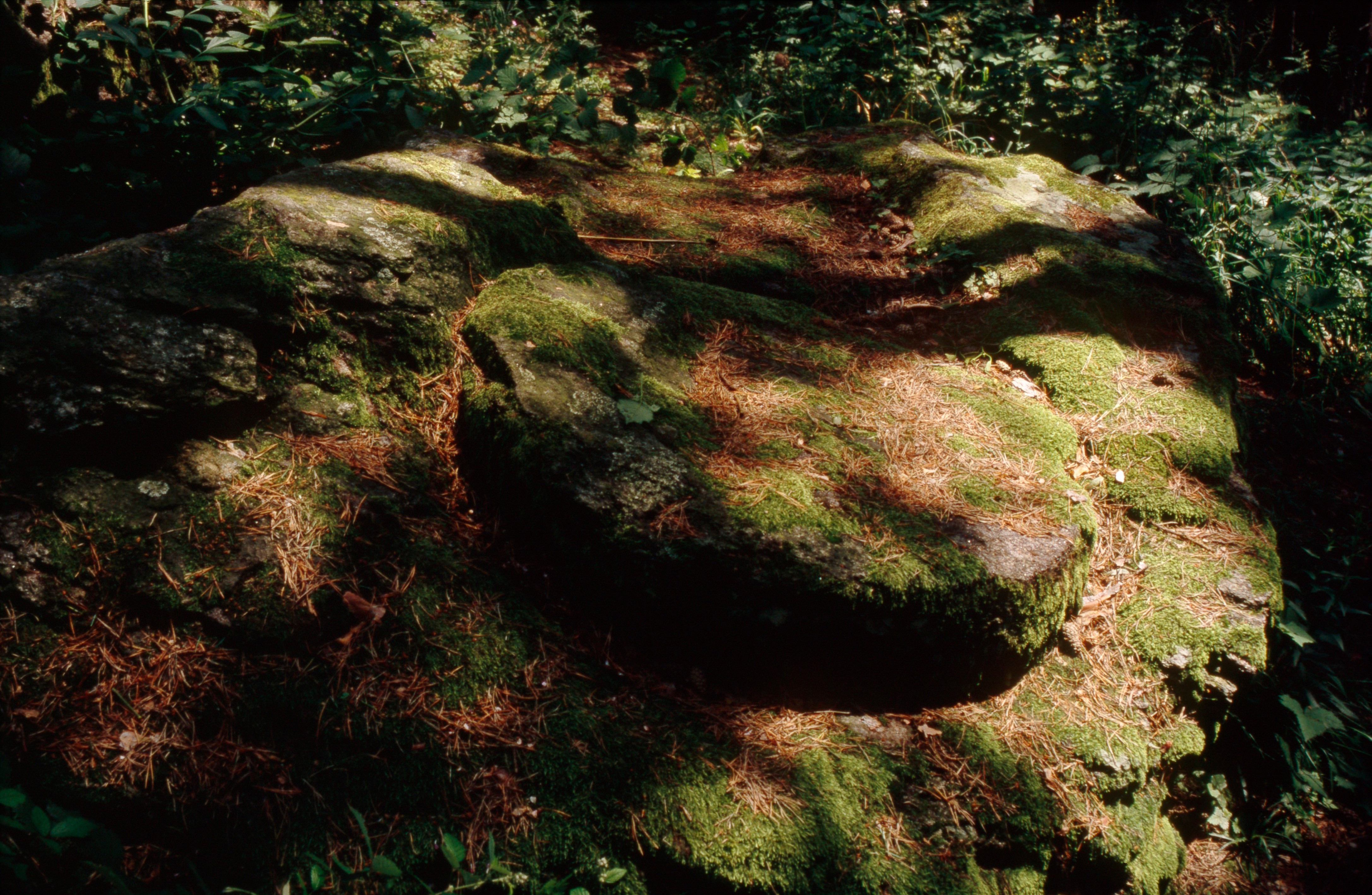
Heidnische Opferstätte

- Katholische Pfarrkirche Loiwein hl. Johannes der Täufer: Eine gotische, barockisierte Hallenkirche mit einem Turm aus dem 19. Jahrhundert.
- Naturdenkmal Heidnische Opferstätte Loiwein, eine Steinformation (Listeneintrag)

## Persönlichkeiten
- Bartholomäus Widmayer (1873–1931), Ordenspriester und Schriftsteller, wirkte im Ort
- Joseph Delmont (1873–1935), österreichischer Filmregisseur und Schriftsteller, wuchs hier auf